# Lou Hudson (jégkorongozó)
Henry Dewey Louis „Lou” Hudson (Kanada, Ontario, Thamesville, 1898. május 16. – Kanada, Ontario, Northern Ontario Bush, 1975. június 24.) olimpiai bajnok kanadai jégkorongozó.
Részt vett az 1928-as téli olimpián, mint a kanadai válogatott jobb szélsője. A kanadaiaknak nem kell csoportkört játszaniuk, hanem egyből a négyes döntőből indultak. A támadók összesen 38 gólt ütöttek 3 mérkőzésen és 1-et sem kaptak. Svájcot 13–0-ra, a briteket 14–0-ra, végül a svédeket 11–0-ra verték és így olimpiai bajnokok lettek. Ez az olimpia világbajnokságnak is számított, ezért világbajnokok is lettek. 3 mérkőzésen 4 gólt ütött.
Ez a kanadai válogatott valójában egy egyetemi csapat volt, a University of Toronto csapata, amely amatőr, egyetemi hallgatókból állt. 1927-ben megnyerték az Allan-kupát, amiért a kanadai senior amatőr csapatok versengenek. Ezzel a győzelemmel kiérdemelték a helyet az olimpián.
Az egyetemen orvostanhallgató volt és sikeres diplomázás után (1926-ban) orvosként praktizált.